# Румпо
Ру́мпо (эст. Rumpo), на местном наречии Ромп (Romp) — деревня в волости Вормси уезда Ляэнемаа, Эстония.

## География и описание
Расположена на южном побережье острова Вормси. Высота над уровнем моря — 4 метра. Территория деревни включает в себя полуостров Румпо, мыс Румпо длиной более 2 километров, который представляет интерес с геоботанической точки зрения, и остров Пасилайд (площадь 49,96 гектара). Является частью природного парка Вормси.
Климат умеренный. Официальный язык — эстонский. Почтовый индекс — 91309.

## Население
По данным переписи населения 2021 года, в Румпо насчитывалось 27 жителей, из них 25 (92,6 %) — эстонцы.
По состоянию на 1 января 2020 года в деревне насчитывалось 36 жителей, из них 13 женщин и 23 мужчины; детей в возрасте до 14 лет включительно — 3, лиц пенсионного возраста (65 лет и старше) — 10.
По данным переписи населения 2011 года, в деревне проживали 23 человека, все — эстонцы.
Численность населения деревни Румпо: 
| Год  | 1934 | 1959 | 1970 | 1979 | 1989 | 1999 | 2002 | 2011 | 2020 | 2021 |
| ---- | ---- | ---- | ---- | ---- | ---- | ---- | ---- | ---- | ---- | ---- |
| Чел. | 110  | ↘ 41 | ↘ 15 | ↘ 10 | → 10 | ↗ 22 | → 22 | ↗ 23 | ↗ 36 | ↘ 27 |

## История
В письменных источниках 1540 года упоминается Rump, 1565 года — Rwmppaby, 1590 года — Rompå By, 1613 года — Rumpeby.
На военно-топографических картах Российской империи (1846–1863 годы), в состав которой входила Лифляндская губерния, деревня обозначена как Ромпо.
До 1919 года деревня принадлежала мызе Магнусгоф (нем. Magnushof, Сууремыйза, эст. Suuremõisa mõis).
С XIII века и до 1944 года на острове Вормси в основном жили балтийские шведы. В 1934 году в Румпо было 20 домохозяйств и 110 жителей. В 1944 году из деревни в Швецию эмигрировали 87 человек.
В настоящее время деревня является популярным местом летнего отдыха.

## Происхождение топонима
Одно из значений шведского слова rumpa — «хвост животного», а также «узкая полоса земли». Взгляд на карту объясняет, почему длинный и узкий мыс в форме хвоста к югу от деревни Свибю был назван Румпо.